# Carmen Ascaso Ciria
Carmen Ascaso Ciria (Castillo Pompién, provincia de Huesca, 1949) es una bióloga, microscopista, y liquenóloga española, que desarrolla actividades académicas en el "Instituto de Edafología y Biología Vegetal", del Consejo Superior de Investigaciones Científicas" (CSIC)

## Trayectoria
Fue descubridora y desarrolladora de nuevas técnicas de microscopía electrónica, y en 2011 es subdirectora del "Instituto de Recursos Naturales" del Consejo Superior de Investigaciones Científicas, y directora del "Servicio de Microscopía y Ecología Microbiana.
Propulsó estudios del meteorito de origen marciano ALH84001 (Allan Hills 84001), descubierto en la Antártida, caído hace unos 13 milenios, la llevaron al descubrimiento de pequeños cristales magnéticos (de magnetita) típicamente de origen biológico, apoyando la teoría de la Panspermia Estas investigaciones las llevó a cabo con Jacek Wierzchos.

## Algunas publicaciones
- a. de los Ríos, j. Wierzchos, l.g. Sancho, t.g. Green, c. Ascaso. 2005. Ecology of endolithic lichens colonizing granite in continental Antarctica. The Lichenologist

- c. Ascaso, j. Wierzchos. 2003. The search for biomarkers and microbial fossils in Antarctic rock microhabitats. Geomicrobiology Journal 20 :439-450

- -------------, ------------------, r. Corral, c. López, j. Alonso. 2003. New application of light and electron micro- scopic techniques for the study of microbial inclusions in amber. J. of Paleontology 77: 986-996

- a. de los Ríos, j. Wierzchos, l. Sancho, c. Ascaso. 2003. Acid microenvironments in microbial biofilms of Antarctic endolithic microsystems. Environmental Microbiology 5: 231-237

- j. Wierzchos, a. Ascaso, l.g. Sancho, a. Green. 2003. Iron-richdiagenetic minerals are biomarkers of microbial activity in Antarctic rocks. Geomicrobiology J. 20 :15-24

- -----------------, ------------. 2002. Microbial fossil record of rocks from the Ross Desert, Antarctica: implications in the searchfor past life on Mars. International J. of Astrobiology 1 :51-59

- -----------------, ------------. 2001. Life, decay and fossilization of endolithic microorgan- isms fromtheRoss Desert, Antarctica: suggestions forin situ further research. Polar Biology 24: 863-868

- v. Souza-Egipsy, f. Valladares, c. Ascaso. 2000. Water distribution within lichen thallus: interactions between type of hydration, phenolics and thallus anatomy. Annals of Botany 86: 595-601

- c. Ascaso, j. Wierzchos, a. de los Ríos. 1998. In situ investigations of lichens invading rock at cellular and enzymatic level. Symbiosis 24: 221-234

- f. Valladares, l.g. Sancho, c. Ascaso. 1998. Water storage in the lichen family Umbilicariaceae. Botanica Acta 111: 1-9

- l. Balaguer, f. Valladares, c. Ascaso, j.d. Barnes, a. de los Ríos, e. Manrique, e.c. Smith. 1996. Potential effects of rising tropospheric concentrations of CO2 and O3 on green algal lichens. New Phytologist 132: 641-652

- f. Valladares, l.g. Sancho, a. Ascaso. 1996. Functional analysis of the intrathalline and intracellular chlorophyll concentrations in the lichen family Umbilicariaceae. Annals of Botany 78: 471-477

- l. Balaguer, f. Valladares, c. Ascaso, j. Barnes, a. de los Ríos, e. Manrique, e. Martínez-Ferri. 1995. Respuesta de los líquenes con algas verdes al incremento global de los niveles troposféricos de CO2 y O3. Actas del XI Simposio Nacional de Botánica Criptogámica: 245-246

- c. Ascaso, f. Valladares, a. de los Ríos. 1995. New ultrastructural aspects of pyrenoids of the lichen photobiont Trebouxia (Microthamniales, Chlorophyta). Journal of Phycology 31:114-119

- j. Wierzchos, a. Ascaso. 1994. Application of backscattered electron imagingto the study of the lichenrock interface. J. of Microscopy 175 :54-59

- c. Ascaso, f. Valladares. 1994. Past, present and future methods of quantification in anatomical and ultrastructural studies of lichens. Cryptogamic Botany 4: 225-261

- l.g. Sancho, f. Valladares, c. Ascaso. 1994. Effect of hydration on colour and temperature in thalli of Umbilicariaceae. Cryptogamic Botany 4:227-232

- f. Valladares, c. Ascaso, l.g. Sancho. 1994. Intrathalline variability of some structural and physical parameters in the lichen genus Lasallia. Canadian J. of Botany 72(4): 415-428

- ------------------, -------------. 1994. Quantitative approach to the fine structure of both lichen symbionts of nine Umbilicaria species. Protoplasma 178: 168-178

- ------------------, j. Wierzchos, c. Ascaso. 1993. Porosimetric study of the lichen family Umbilicariaceae. Anatomical interpretation and implications for the water storage capacity of the thallus. Am. J. of Botany 80 (3): 263-272

- l.g. Sancho, f. Valladares. 1993. Lichen colonization of recent moraines on Livingston Island (South Shetland I., Antarctica). Polar Biology 13: 227-233

- m.a. Sánchez-Hoyos, c. Ascaso, f. Valladares, l.g. Sancho. 1993. Efecto de largos periodos de congelación en el contenido en pigmentos y la ultraestructura del fotobionte de líquenes antárticos. En: J. Cacho & D. Serrat (eds.) V Simposio de Estudios Antárticos. p. 77-84. CICYT. Madrid

- f. Valladares, c. Ascaso. 1992. Three-dimensional quantitative description of symbiont ultrastructure within the algal layer of two members of the lichen family Umbilicariaceae. Lichenologist 24(3): 281-297

- ------------------, -------------. 1992. Estimación de parámetros estereológicos en los simbiontes de dos líquenes pertenecientes a la familia Umbilicariaceae. En: Microscopía Electrónica 92. J. Vilches & A. López (eds.) Jiménez-Mena SL. Cádiz

- c. Ascaso, l.g. Sancho, f. Valladares. 1992. Fine structure of the thalloconidia of the lichen genus Umbilicaria. Cryptogamie, Bryologie et Lichenologie 13 (4): 335-340

- -------------, m.t. García-González. 1992. Changes in microstructure of soils following extraction of organically bonded metals and organic matter. J. of Soil Sci. 43 (3) : 505-515

- -------------, f. Valladares. 1991. Comparative stereological study of the photobiont of Lasallia hispanica (Frey) Sancho & Crespo and Umbilicaria spodochroa var. carpetana prov. Symbiosis 11: 147-162

- m.i. Orus, c. Ascaso. 1982. Localización de hifas liquénicas en los tejidos conductores de Quercus rotundifolia Lam. Collectanea Botánica 13 (1): 325-338

## Honores
Miembro de
- Sociedad Española de Liquenología.

### Otros artículos
- La ciencia tiene nombre de mujer, en gallego